# Matteo Milan
Matteo Milan (Tolmezzo, 22 januari 2003) is een Italiaans wielrenner. Zijn oudere broer Jonathan is ook wielrenner.

## Carrière
Als eerstejaars belofte, in 2022, reed Milan voor Cycling Team Friuli ASD. In september van dat jaar maakte hij deel uit van de selectie die de openingsploegentijdrit in de Ronde van Friuli-Venezia Giulia won, maar Milan zelf kwam niet met de rest van zijn ploeggenoten over de finish. In zijn tweede seizoen bij de ploeg werd hij onder meer zestiende in het eindklassement van de Ronde van Szeklerland, nadat hij in de proloog de achtste tijd had neergezet. In 2024 maakte hij de overstap naar de opleidingsploeg van Lidl-Trek, tegelijkertijd met de overstap van zijn oudere broer naar de hoofdmacht. Hij werd dat jaar onder meer tweemaal derde in een etappe in de Flèche du Sud en vierde op het nationale kampioenschap tijdrijden boor beloften. In het voorjaar van 2025 won Milan de POREČ Classic. Eind mei won hij een etappe in de Alpes Isère Tour. In augustus werd bekend dat hij zijn eerste profcontract had getekend dat hem voor drie seizoenen aan het Franse Groupama-FDJ verbond.

## Overwinningen
2022
1e etappe Ronde van Friuli-Venezia Giulia (ploegentijdrit)
2025
POREČ Classic
3e etappe Alpes Isère Tour

## Ploegen
- 2022 –  Cycling Team Friuli ASD
- 2023 –  Cycling Team Friuli ASD
- 2024 –  Lidl-Trek Future Racing
- 2025 –  Lidl-Trek Future Racing